# Pisana
Pisana lub Dalin – wzniesienie o wysokości 545 m n.p.m. w paśmie Barnasiówki. Według opracowanej przez Jerzego Kondrackiego regionalizacji Polski należy do Pogórza Wielickiego.
Pisana jest najdalej na zachód wysuniętym wzniesieniem Pasma Barnasiówki. Jest całkowicie porośnięta lasem. Jej zachodni grzbiet opada do doliny potoku Gościbia w Sułkowicach, południowy do doliny potoku Jasieniczanka w Jasienicy, północny do doliny potoku Piegżówka w Rudniku, po wschodniej stronie szczytu Pisanej wznosi się Kaniowa Góra. Stoki góry należą do miejscowości Sułkowice, Rudnik i Jasienica.

## Szlaki turystyczne
Przez szczyt Pisanej i całym grzbietem Pasma Barnasiówki biegną dwa szlaki turystyczne;
 Sułkowice – Pisana – Kaniowa Góra – Barnasiówka – Dalin – Myślenice. Odległość 12 km, suma podejść 376 m, suma zejść 350 m, czas przejścia czas przejścia 3 godz. 38 min, z powrotem 3 godz. 50 min
 Beskidzki szlak św. Jakuba